# 小行星9216
小行星9216（英語：9216 Masuzawa）是一颗围绕太阳公转的小行星。1995年11月1日，大友哲在藤枝市发现了此天体。
这颗小行星的绝对星等为153.3607787820267等。